# Sehat
Sehat betyder sundhed eller helbredstilstand på over 10 sprog der i blandt urdu, arabisk, tyrkisk, farsi og indonesisk.
I Danmark findes en forening ved samme navn og blev grundlagt 1. november 2002 på Panum Instituttet. Alle medlemmer har en sundhedsfaglig baggrund og både studerende og færdiguddannede kan optages som medlemmer. Hovedparten er læger med anden etnisk baggrund end dansk.

## Formål
Sehats motto er Sundhed for alle! og foreningens medlemmer arbejder for at forbedre sundhedstilstanden blandt de etniske minoriteter i Danmark. 
Foreningens sekundære formål er at lave almennyttigt, idébetonet, socialt og debatskabende arbejde for foreningens medlemmer. 

## Aktiviteter
Foreningen har siden oprettelsen ønsket at komme i dialog med de etablerede institutioner for at fremme formålet og har således samarbejdet med forskelligartede foreninger som DUF, Islamisk Kristent Studiecenter, Kræftens Bekæmpelse, Cross Over, Frivilligrådet og Handicaporganisationer for alle. 
I foråret 2009 har foreningen lanceret Sehat Mentorordning, for både medicin- og tandlægestudiet og det postgraduate miljø for at give uvildige råd til hvordan medlemmerne kommer videre med deres specialevalg. Listen indeholder læger fra forskellige specialer, som enten er færdiguddannede speciallæger eller er ved at blive det. 
Desuden er Projekt Sundhedsformidling under udarbejdelse, hvor læger med minoritetsbaggrund skal holde oplæg i lokalmiljøer i Storkøbenhavn om sundhedsrelaterede emner.

## Ekstern henvisning
- Om samarbejdet med Cross Over (Webside ikke længere tilgængelig)
- ’Tilfredse indvandrerpatienter’, ’etcetera, nyhedsbrevet om integration og det flerkulturelle Danmark’, Mellemfolkeligt Samvirke, nr. 1/2005 Arkiveret 17. december 2010 hos  Wayback Machine
- ’Kortlægning af aktiviteter om forebyggelse og sundhedsfremme tilrettelagt for etniske minoriteter i Danmark’, Sundhedsstyrelsen, Juni 2005 Arkiveret 8. januar 2011 hos  Wayback Machine
- Islamisk Kristent Studiecenter – Etnisk Ressourceteam